# Threat Matrix – Alarmstufe Rot
Threat Matrix – Alarmstufe Rot ist eine US-amerikanische Fernsehserie, welche auf ABC ausgestrahlt wurde. Die Serie handelt von Ereignissen des Ministeriums für Innere Sicherheit, geführt vom Agenten John Kilmer. Der Titel Threat Matrix beruht auf dem Namen des Berichts über den Stand der nationalen Sicherheit, den der Präsident der Vereinigten Staaten täglich erhält.

## Ausstrahlung
Die Serie wurde in den Jahren 2003 bis 2004 von ABC in den USA ausgestrahlt. Sie umfasste 16 Episoden à 45 Minuten, wobei die letzten beiden Episoden nicht gesendet wurden. Nach der ersten Staffel wurde Threat Matrix eingestellt. In Deutschland wurde die Serie vom 22. Mai bis 21. August 2008 bei Sat.1 unter dem Namen Threat Matrix – Alarmstufe Rot ausgestrahlt. Die letzten beiden Episoden wurden auch in Deutschland nicht ausgestrahlt.

## Synchronisation
| Schauspieler/in      | Rollenname                          | Synchronsprecher          |
| -------------------- | ----------------------------------- | ------------------------- |
| James Denton         | Special Agent John Kilmer           | Marek Erhardt             |
| Kelly Rutherford     | Special Agent Frankie Ellroy-Kilmer | Debora Weigert            |
| Will Lyman           | Colonel Roger Atkins                | Kaspar Eichel             |
| Anthony Azizi        | Mohammad ‚Mo‘ Hassain               | Uwe Büschken              |
| Kurt Caceres         | Tim Vargas                          | Sebastian Christoph Jacob |
| Mahershala Karin-Ali | Jelani Harper                       | Dennis Schmidt-Foß        |
| Melora Walters       | Lia ‚Lark‘ Larkin                   | Antje von der Ahe         |
| Shoshannah Stern     | Holly Brodeen                       | –                         |
| Kelly Hu             | Agent Mia Chen                      | Peggy Sander              |
| Tom Yi               | Korean Aide                         | ?                         |

## Episodenliste
| Episode   | Deutscher Titel        | Originaltitel        | Erstausstrahlung SAT1 | Erstausstrahlung ABC |
| --------- | ---------------------- | -------------------- | --------------------- | -------------------- |
| 1 (1-01)  | Blumen des Bösen       | Pilot                | 22. Mai 2008          | 18. September 2003   |
| 2 (1-02)  | Der schlimmste Feind   | Veteran’s Day        | 29. Mai 2008          | 25. September 2003   |
| 3 (1-03)  | Chemie des Todes       | Dr. Germ             | 5. Juni 2008          | 2. Oktober 2003      |
| 4 (1-04)  | Chancenlos             | Natural Born Killers | 3. Juli 2008          | 9. Oktober 2003      |
| 5 (1-05)  | Brüder                 | Patriot Acts         | 12. Juni 2008         | 16. Oktober 2003     |
| 6 (1-06)  | Flug 5499              | In Plane Sight       | 19. Juni 2008         | 23. Oktober 2003     |
| 7 (1-07)  | Alpha 126              | Alpha-126            | 10. Juli 2008         | 30. Oktober 2003     |
| 8 (1-08)  | Schüsse aus dem Nichts | Under the Gun        | 17. Juli 2008         | 6. November 2003     |
| 9 (1-09)  | Schläfer               | Cold Cash            | 26. Juni 2008         | 13. November 2003    |
| 10 (1-10) | Geschäfte              | Flipping             | 24. Juli 2008         | 4. Dezember 2003     |
| 11 (1-11) | Veracruz, Mexiko       | Mexico               | 31. Juli 2008         | 8. Januar 2004       |
| 12 (1-12) | Politik der Angst      | PPX                  | 7. August 2008        | 15. Januar 2004      |
| 13 (1-13) | Laila                  | Stochastic Variable  | 14. August 2008       | 22. Januar 2004      |
| 14 (1-14) | Störfall               | Extremist Makeover   | 21. August 2008       | 29. Januar 2004      |
| 15 (1-15) | -                      | 19 Seconds           | -                     | -                    |
| 16 (1-16) | -                      | Cambodia             | -                     | -                    |

## Kritik
In den USA wurden einige Episoden der Serie kritisiert, da Folterungen gezeigt wurden. Zum Zeitpunkt der Ausstrahlung war der Abu-Ghuraib-Folterskandal ein gesellschaftliches Thema.